# Sekai wa kono Te no Naka ni
Singles de Nanase Aikawa
Cosmic Love
(1999) Jealousy
(1999)
Sekai wa kono Te no Naka ni/Heat of the night est le 13e single de Nanase Aikawa, sorti sous le label Avex Trax le 23 juillet 1999 au Japon. Il atteint la 7e place du classement de l'Oricon et reste classé pendant 5 semaines pour un total de 117 000 exemplaires vendus. Sekai wa kono Te no Naka ni et Heat of the night se trouvent sur l'album Foxtrot (avec Thank U) et sur la compilation ID：2. Sekai wa kono Te no Naka ni se trouve également sur la compilation Rock or Die.

## Liste des titres
| 1. | Sekai wa kono Te no Naka ni (世界はこの手の中に)              |  |
| 2. | Heat of the night                                             |  |
| 3. | Thank U                                                       |  |
| 4. | Sekai wa Kono Te no Naka ni (Monkey Mix) (世界はこの手の中に) |  |
| 5. | Heat of the night (Sweet Rain Mix)                            |  |